# Orehovski Vrh
Orehovski Vrh je naselje v Občini Gornja Radgona.